# تیله‌ویچ
تیله‌ویچ (به لاتین: Tylewice) یک منطقهٔ مسکونی در لهستان است که در Gmina Wschowa واقع شده‌است.